# Karl Drexler von Hohenwehr
Karl Drexler von Hohenwehr (21. srpna 1830 Brno – 26. ledna 1890 Vídeň) byl rakousko-uherský generál. Od mládí sloužil v armádě u dělostřelectva a jako nižší důstojník vystřídal působení v Itálii, na Balkáně, v rakouských zemích a Uhrách. Zúčastnil se také několika válečných tažení a v roce 1885 byl povýšen do šlechtického stavu. V roce 1886 dosáhl hodnosti polního podmaršála a v letech 1886–1889 byl velitelem pevnosti v Krakově. 

## ŽIvotopis
Studoval na Technické vojenské akademii ve Vídni a od mládí sloužil v armádě u ženistů, začínal u velitelství spolkové pevnosti v Mohuči, v roce 1855 byl v hodnosti kapitána přeložen do Terstu. Později byl převelen do Kotoru a v roce 1859 se zúčastnil války se Sardinií. Později sloužil v Benátkách a Krakově, působil také jako úředník na ministerstvu války. V hodnosti podplukovníka (1868) se stal šéfem štábu divizního velitelství ve Štýrském Hradci, později byl přeložen jako zástupce velitele k 2. ženijnímu pluku v Kremži. Jako štábní důstojník v dalších letech sloužil u vrchního velitelství ve Vídni a v Budapešti. 
V roce 1876 dosáhl hodnosti plukovníka a převzal funkci šéfa štábu zemského velitelství v Sedmihradsku se sídlem v Temešváru, již o rok později se jako náčelník štábu vrátil do Budapešti k vrchnímu zemskému velitelství pro Uherské království. V roce 1881 byl povýšen na generálmajora a byl jmenován velitelem 34. pěchotní brigády v Aradu, kde strávil pět let (1881–1886). V roce 1886 obdržel hodnost polního podmaršála a nakonec byl v letech 1886–1889 velitelem pevnosti v Krakově. K datu 1. října 1889 byl penzionován a zemřel krátce poté ve Vídni. 
Za zásluhy byl nositelem Řádu železné koruny III. třídy (1878) a na základě řádových stanov byl v roce 1885 povýšen do šlechtického stavu s titulem rytíř.
V roce 1877 se v Temešváru oženil s Carlotou Tarczayovou, z jejich manželství se narodily čtyři děti, dva synové a dvě dcery. 